# كوبر بوكس
كوبر بوكس (بالإنجليزية: Copper Box)‏ هي منشأة رياضية تقع في لندن، إنجلترا، تتسع لـ 7500 متفرج. كانت تكلفة إنشائها 44 مليون جنيه إسترليني. استضافت الألعاب الأولمبية الصيفية 2012 وأيضا الألعاب البارالمبية الصيفية 2012. كما تستضيف مباريات فريق لندن لايونز لكرة السلة.